# Dominique Sanda
Dominique Sanda, teljes születési nevén Dominique Marie-Françoise Renée Varaigne (Párizs, 1951. március 11. –) (más forrás szerint 1948-ban született) francia színésznő, egykori divatmodell.

## Élete

### Származása, gyermekkora
Párizs 12. kerületében született, Gérard Varaigne és Lucienne Pichon gyermekeként. A Páli Szent Vincéről nevezett apácarend párizsi iskolájába járt (École des Sœurs de Saint-Vincent-de Paul).

### Színésznői pályája
Első filmszerepét 1968-ban kapta, Robert Bresson Egy szelíd asszony című filmjében, melyet 1969-ben mutattak be. Dominique erős erotikus kisugárzására más rendezők is felfigyeltek. Rövidesen Olaszországba hívták, ahol Bernardo Bertolucci A megalkuvó című filmdrámájának egyik főszerepét játszotta, Jean-Louis Trintignant és Stefania Sandrelli (1970) mellett. Nagy európai rendezők hívták jelentős filmalkotások fontos női főszerepeihez. Maximilian Schell rendező szerepet adott neki Első szerelem c. filmjében (1970). Vittorio De Sica 1971-es filmjében, a Finzi-Continiék kertjében is főszerepet vitt (Micòl Finzi Contini). 

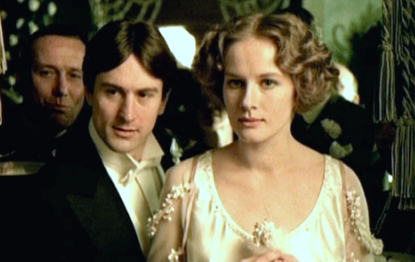
Robert De Niro és Dominique Sanda a Huszadik század c. Bertolucci-filmben (1976)

Luchino Visconti rendező Meghitt családi kör c. 1974-es filmjében Burt Lancasternek (a professzornak) anyját játszotta, Gérard Depardieu és Robert De Niro mellett, akik Bertolucci nagy felháborodást kiváltó Huszadik század című 1976-os erkölcsdrámájában is főszerepet játszottak. Mauro Bolognini rendező 1975-ös filmjében, A Ferramonti-örökség-ben nyújtott alakításáért az 1976-os cannes-i fesztiválon megkapta a legjobb női szereplőnek járó díjat.
Liliana Cavani női filmrendező 1977-es Al di là del bene e del male („Túl jón és rosszon”) című, igen ellentmondásos életrajzi filmjében Sandára osztotta Lou Andreas-Salomé szerepét, aki a két férfi főszereplővel, Paul Rée-vel (Robert Powell) és Nietzchével (Erland Josephson) osztja meg ágyát (1977).
Az 1970-es években amerikai filmekben is szerepelt, így John Huston rendező Mackintosh embere című 1973-as bűnügyi filmjében, Paul Newman és James Mason társaságában, és John Frankenheimer Story of a Love Story című romantikus filmben Alan Bates-szel. Az 1980-as években Benoît Jacquot rendezővel forgatott több filmet, köztük említendő a Les Ailes de la colombe („A galamb szárnyai”) (1981), Isabelle Huppert társaságában. Az 1980-1990-es évek évtized forsulóján egyebek mellett két nemzetközi tévés koprodukcióban szerepelt, így Damiano Damiani rendező 1988-as A Lenin-vonat c. történelmi filmjében ő alakította Inessa Armand-t, a kommunistákkal kollaboráló gyárosleányt. 1990-ben szerepelt a Burt Lancaster főszereplésével készült A terror útja című filmben, amely az Achille Lauro luxushajó 1985-es túszdrámáját dramatizálja.
Játszott színpadon is, 1993-ban az Aubervilliers-i Théâtre de la Commune-ben Melitta szerepét Nicolas Wright Madame Klein című darabjában, melyet Brigitte Jaques-Wajeman rendezett. 1995-ben olaszországi színpadon játszotta Merteuil márkinő szerepét Choderlos de Laclos regényéből készült Veszedelmes viszonyokban, Mario Monicelli rendezésében. 1995–1996 között francia és belgiumi színházakban Lady Chiltern szerepét játszotta in Oscar Wilde: Az eszményi férj című komédiájában, amelyet Adrian Brine rendezett.

### Magánélete

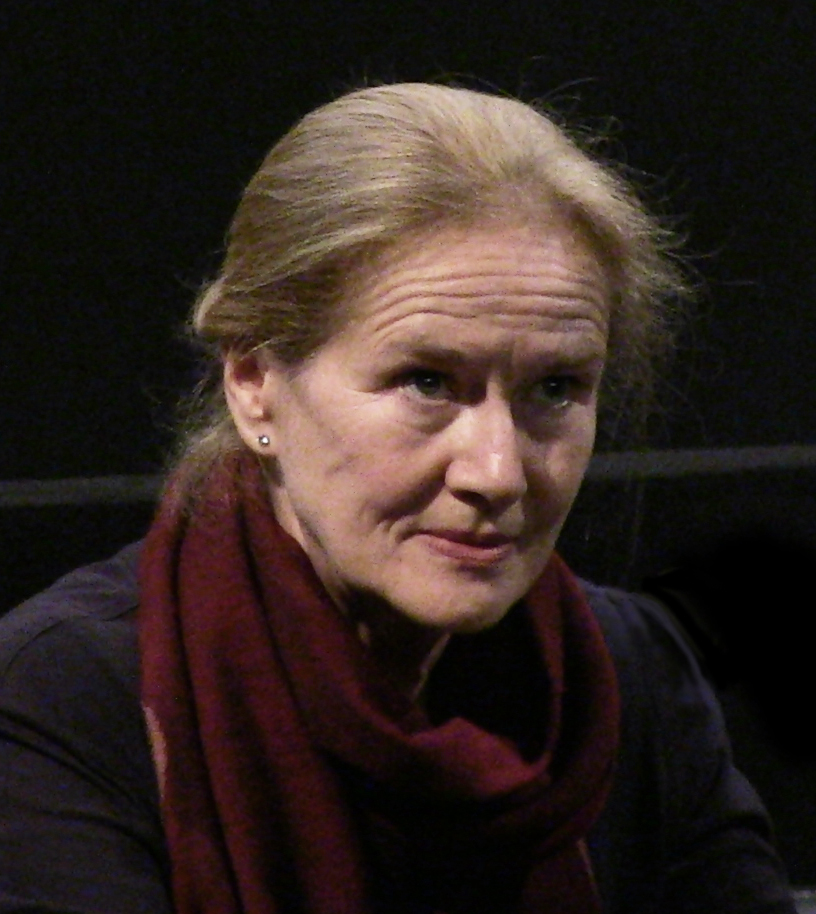
Dominique Sanda 2013-ban Bécsben

Az 1970-es években Sanda a nála 21 évvel idősebb Christian Marquand színész-rendezővel (1927–2000) élt együtt, akitől 1972-ben Yann Marquand nevű fia született. 
2000. január 8-án feleségül ment az Argentínában élő, román születésű Nicolae Cutzarida filozófushoz, egyetemi doktorhoz. Jelenleg (2021) Uruguayban élnek, ahonnan Sanda rendszeresen ellátogat Párizsba.

## Főbb filmszerepei
- 1969: Egy szelíd asszony (Une femme douce); Elle
- 1970: A megalkuvó (Il conformista);  Anna Quadri
- 1970: Első szerelem (Erste Liebe); Sinaida
- 1970: Finzi-Continiék kertje (Il giardino dei Finzi Contini); Micòl Finzi Contini
- 1971: Látszólag ok nélkül (Sans mobile apparent); Sandra Forest
- 1973: Mackintosh embere (The MacKintosh Man); Mrs. Smith
- 1973: Story of a Love Story; Natalie
- 1974: Meghitt családi kör (Gruppo di famiglia in un interno); a professzor anyja
- 1974: A prérifarkas (Steppenwolf); Hermine
- 1976: Huszadik század (Novecento); Ada Fiastri-Paulhan
- 1976: A Ferramonti-örökség (L’eredità Ferramonti); Irene Carelli Ferramonti, Pippo felesége
- 1977: Al di là del bene e del male; Lou Andreas-Salomé / feleség
- 1978: Roland éneke (La chanson de Roland); Anna
- 1980: Titkos utazás (Le voyage en douce); Hélène, Denis felesége
- 1981: Les ailes de la colombe; Catherine Croy
- 1984: Az 512-es matróz (Le matelot 512 ); parancsnoknő, Mireille
- 1988: A Lenin-vonat (Il treno di Lenin / Der Zug), tévéfilm, Inessa Armand
- 1989: A titkos tizedik (Il decimo clandestino), tévéfilm, lakástulajdonosnő
- 1990: Nem zavarok tovább (Tolgo il disturbo); Carla    (Dino Risi rendező)
- 1990: A terror útja (Voyage of Terror: The Achille Lauro Affair); Margot[18]
- 1992: Utazás az időben (El viaje); Helena
- 1992: Lukas hosszú útja (By Way of the Stars), tévé-minisorozat, Christina von Knabig
- 1993: A Lucona-ügy (Der Fall Lucona); Lili Wolff
- 1993: Zöld Henrik (Henri le Vert / Der grüne Heinrich); anya
- 1994: Senki gyermekei (Nobody’s Children), tévéfilm, Stephanie Vaugier
- 1995: József (Joseph), tévé-minisorozat; Leah
- 2000: Bíbor folyók (Les rivières pourpres); Andrea nővér
- 2019: Il Giovane Pertini Combattente per la libertà; Maria Muzio
- 2020: Karakol; Mercedes
- 2021: Il paradiso del pavone; Nena

## Elismerései
- 1976: a cannes-i fesztivál díja (prix d’interprétation féminine) A Ferramonti-örökség-beli alakításáért.[10]
- 1990: a Francia Köztársaság Nemzeti Érdemrendjének lovagja.[10]
- 1996: a francia kulturális minisztérium művészeti és irodalmi díja (Ordre des Arts et des Lettres), lovagi fokozat.[10]
- 2003: a Francia Köztársaság Becsületrendjének lovagja [19]
- 2013: a francia kulturális minisztérium művészeti és irodalmi díja (Ordre des Arts et des Lettres), parancsnoki fokozat,[20]

## További információ
- Hivatalos oldal
- Dominique Sanda a PORT.hu-n (magyarul)
- Dominique Sanda az Internetes Szinkronadatbázisban (magyarul)
- Dominique Sanda az Internet Movie Database-ben (angolul)
- Dominique Sanda az AlloCiné weboldalán (franciául)
- Dominique Sanda Profile. famousfix.com. (Hozzáférés: 2023. január 18.)